# Фесенко, Дмитрий Семёнович
Дмитрий Семёнович Фесенко (1895 — 15 октября 1937) — советский военный деятель, командир 6-го стрелкового корпуса, заместитель командующего войсками Киевского военного округа, комкор.

## Биография
Украинец, родился в сентябре 1895 на Северном Кавказе в станице Белоглиновке (близ Пятигорска) в семье железнодорожного служащего. Окончил железнодорожное училище и пять классов гимназии. Затем работал на железной дороге. В январе
1915 призван в армию рядовым. В августе 1915 окончил Чугуевское военное училище (ускоренный курс). Участник первой мировой войны. В 1916 окончил Ораниенбаумскую офицерскую пулеметную школу. Последний чин в царской армии — поручик.
С декабря 1917 – член демобилизованной (демобилизационной) комиссии Ставки Верховного Главнокомандующего и комендант этой Ставки. Член РСДРП(б) с этого же года (1917). В Красной Армии добровольно с апреля 1918. Активный участник Гражданской войны на Южном, Юго-Восточном и Кавказском фронтах. В годы войны занимал должности: секретарь штаба обороны Кубано-Черноморской Советской Республики, управляющий делами военного комиссариата этой республики (апрель-май 1918), начальник пулемётной команды, помощник командира и командир 43-го стрелкового полка (июнь 1918 – март 1919), командир 102-го стрелкового полка (март–август 1919), командир 2-й и 1-й бригад 12-й стрелковой дивизии (сентябрь 1919 – март 1920). С марта 1920 – военный руководитель Таганрогского, а с июня 1920 – Ростовского (на Дону) окружных военкоматов. С августа 1920 – командир 2-й и 1-й бригад 2-й Донской стрелковой дивизии.
После гражданской войны на командных должностях. В 1922–1923  командир 25-го и 64-го стрелковых полков. С мая 1924 по июнь 1925 – помощник командира 28-й Горской стрелковой дивизии. С июня 1925 – командир 18-й Ярославской стрелковой дивизии. С октября 1927 по ноябрь 1930 — командир и комиссар 9-й Донской стрелковой дивизии.
В 1925 и 1929 окончил КУВНАС при Военной академии имени М. В. Фрунзе, а в 1931 – курсы командиров-единоначальников при Военно-политической академии имени Н. Г. Толмачёва.
С ноября 1930 – командир и комиссар 51-й стрелковой дивизии, а с июля 1931 – 6-го стрелкового корпуса. В мае 1935 назначен заместителем командующего войсками Киевского военного округа.
Арестован 18 июля 1937. Военной коллегией Верховного Суда СССР 15 октября 1937 по обвинению в принадлежности к военному заговору в РККА приговорён к расстрелу. Приговор приведён в исполнение в этот же день. Определением Военной коллегии от 19 июля 1957 реабилитирован посмертно.